# (35860) 1999 JO66
1999 JO66 (asteroide 35860) é um asteroide da cintura principal. Possui uma excentricidade de 0.07495920 e uma inclinação de 3.06765º.
Este asteroide foi descoberto no dia 12 de maio de 1999 por LINEAR em Socorro.